# Fürstenberg (Westfalen)
Fürstenberg is een plaats in het zuidoosten van de Duitse gemeente Bad Wünnenberg, deelstaat Noordrijn-Westfalen, en telt 2.657 inwoners (12 april 2021). Het dorp ligt aan de noordrand van het Sauerland. Ten noorden van het dorp, waar de bodem ten dele uit löss bestaat, is veel vruchtbaar akkerland.

## Belangrijke gebouwen e.d.
In Fürstenberg staat het gemeentehuis van de gemeente Bad Wünnenberg.
In het dorp staat het belangrijkste schoolgebouw van de gemeente, waar zowel basis- als voortgezet onderwijs wordt gegeven.
Ten zuiden van Fürstenberg ligt in een fraai bos de in 1979 voltooide, 450 meter lange stuwdam van het stuwmeer in de Aabach (Aabachtalsperre). Het bijna 350 meter boven zeeniveau gelegen stuwmeer is 180 hectare groot en dient in de eerste plaats de drinkwatervoorziening. Verder is er vis uitgezet; ter plaatse kunnen hengelaars een vergunning aanvragen om in het meer te vissen. Recreatie in dit gebied is verder beperkt tot wandelen, fietsen e.d. op het geasfalteerde weggetje, dat helemaal om het stuwmeer heen loopt.
In de 14e eeuw lieten de Paderborner bisschoppen het kasteel Fürstenberg bouwen. Zij stelden het ter beschikking aan de familie Von Westphalen. Het kasteel was vanaf de 15e eeuw tot aan de verwoesting door brand en de daaropvolgende herbouw in monumentale barokstijl, in 1783, vrijwel onafgebroken in bezit van dit adellijke geslacht, en bleef dat ook tot op de huidige dag. Het kasteel en het fraaie park daaromheen zijn privéterrein en zijn streng verboden toegang voor onbevoegden.

## Geschiedenis
Tussen 1601 en 1702 vonden te Fürstenberg, dat van de middeleeuwen tot na de Eerste Wereldoorlog een eigen rechtbank had, ongeveer 50 heksenprocessen plaats. De beschuldigden vonden doorgaans de dood op de brandstapel. In veel andere Duitse plaatsen was toen de heksenvervolging reeds geëindigd. Deze gang van zaken leverde de inwoners van Fürstenberg nog tientallen jaren na 1700 de spotnaam „Hexenverbrenner“, heksenverbranders, op.
Op 19 augustus 1727 werd het dorp door brand geheel verwoest. Daarop volgde een periode van wederopbouw en kortstondige economische bloei. Gedurende de maartrevolutie van 1848 was het te Fürstenberg zeer onrustig; onder andere het kasteel werd bestormd en liep veel schade op; het archief van de grafelijke familie ging verloren. 175 Pruisische soldaten rukten het dorp binnen en maakten met harde hand een einde aan het oproer. Doden waren er gelukkig niet te betreuren.

## Afbeeldingen

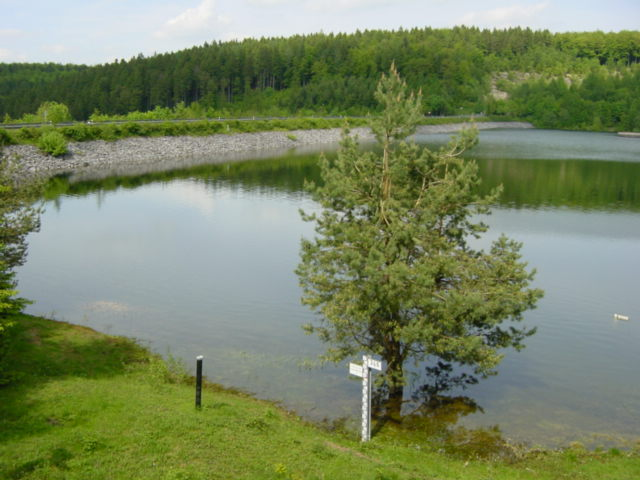
Stuwmeer Aabach
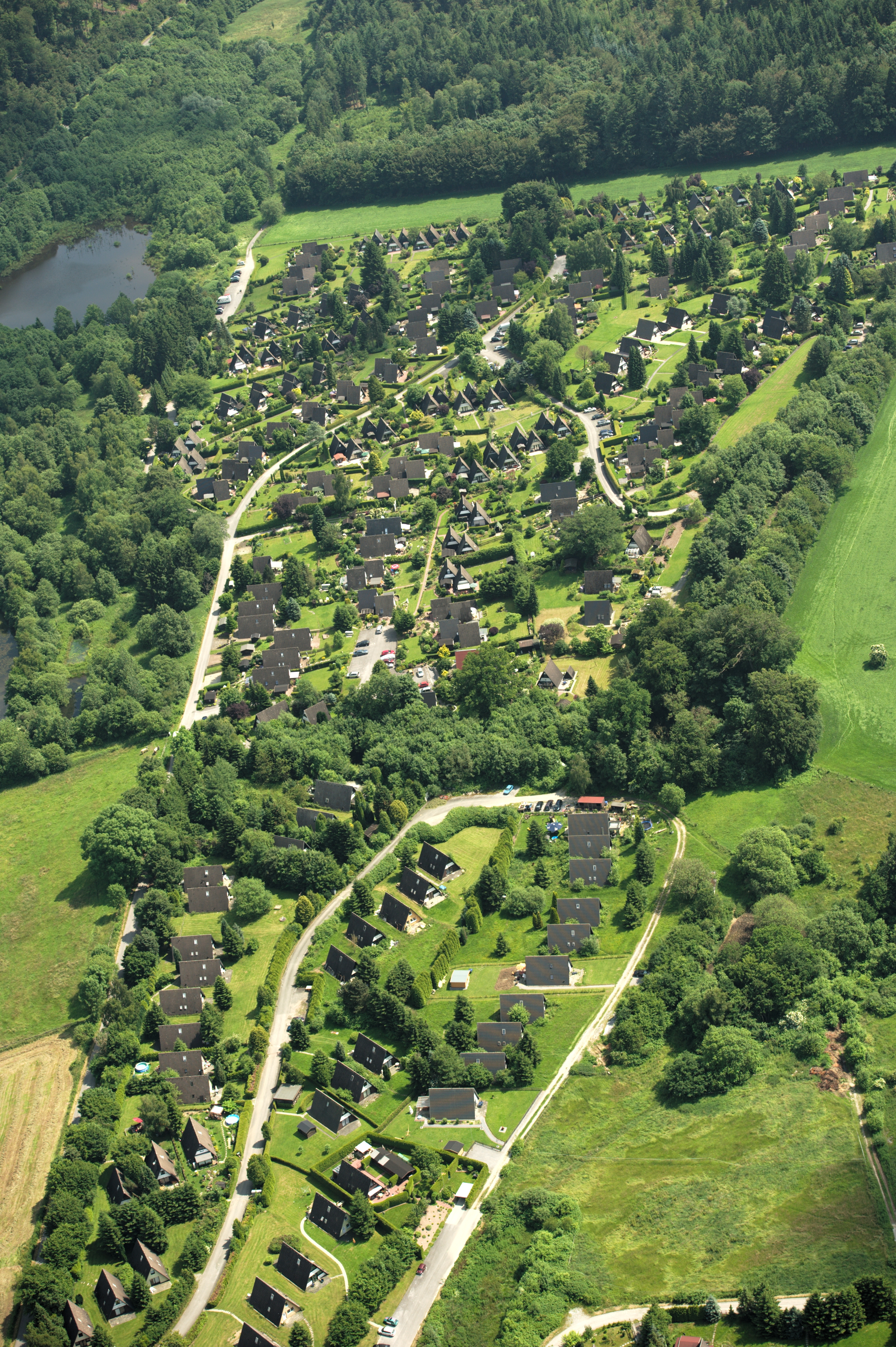
Vakantiehuisjespark ten zuidoosten van Fürstenberg
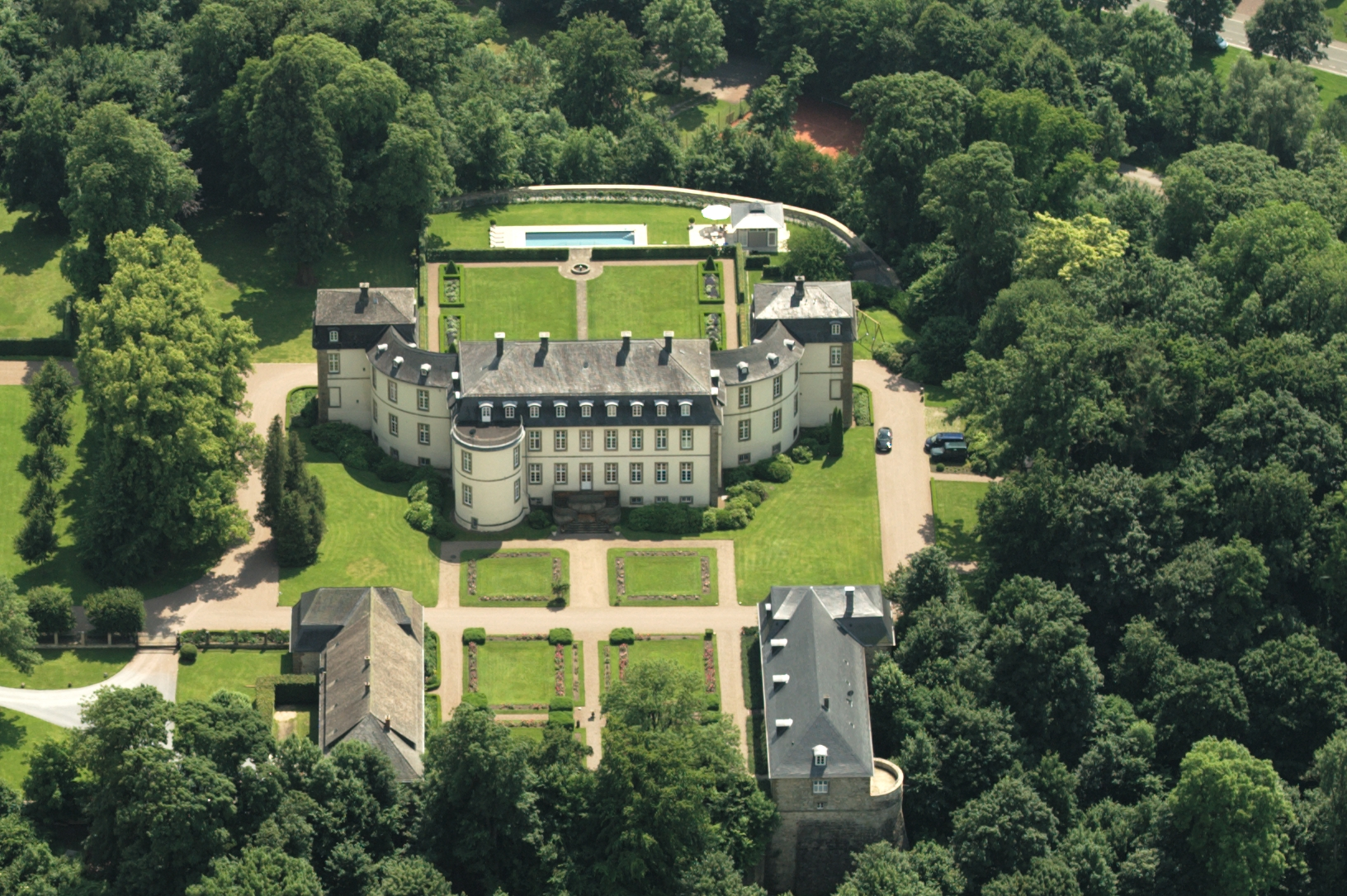
Schloss Fürstenberg

## Belangrijke personen in relatie tot Fürstenberg
- Friedrich Wilhelm von Westphalen (Frederik Willenm van Westfalen) (* 5 april 1727 in Paderborn; † 6 januari 1789 in Hildesheim), prinsbisschop van Hildesheim en Paderborn, liet verscheidene kerken en kastelen bouwen, waaronder in 1783 Kasteel Fürstenberg.
- Walther Stennes (Fürstenberg, 12 april 1895 - Lüdenscheid, 18 mei 1989) was de leider van de SA van de NSDAP tijdens de opgang van het nazisme in Duitsland, maar hij viel in ongenade en moest naar Shanghai vluchten.